# Januarimannen
Januarimannen (originaltitel: The January Man) är en amerikansk film från 1989 regisserad av Pat O'Connor. Det är en thrillerkomedi med Kevin Kline i huvudrollen som polisen Nick Starkey. Nick är en mycket intelligent polis som tidigare blivit syndabock i en muthärva och numera arbetar som brandman. Hans bror som är polischef i New York, (Harvey Keitel), lyckas få honom att återgå till sin tidigare polistjänst för att lösa en rad komplicerade mordfall. Nick börjar under utredningen förbrödra sig med den fagra borgmästardottern Bernadette (Mary Elizabeth Mastrantonio) och till sin hjälp tar han sin granne, den något excentriska konstnären Ed (Alan Rickman).

## Handling
Redan från början står det klart att Nick Starkey är en underkuvad hjälte då han ensam går in i ett brinnande hus och räddar en liten flicka undan de vilda lågorna. När han räddat barnet kommer hans bror och ber honom komma tillbaka till poliskåren. Efter många om och men går han med på att återvända mot villkoret att få laga mat till broderns hustru Christine, (Susan Sarandon). I New York har under det gångna året en kvinna strypmördats varje månad och polisen famlar i mörker om vem gärningsmannen kan vara. Det sista mordet sker på nyårsafton då en ung kvinna från samhällets elit stryps i sin lyxbostad på nedre Manhattan av en okänd man med ett blått band. Det visar sig snart vara det elfte mordet i serien av mördaren som kommer att benämnas Januarimannen. 
Med hjälp av sitt fritänkande forcerar Nick Starkey alla hinder och lyckas på bara ett fåtal timmar knäcka nöten som New Yorkpolisen som kämpat med i ett helt år. Han ser ett mönster i morden och lyckas utröna vilken dag nästa mord kommer att ske på genom sina kunskaper inom talteorin (se primtal). Han lyckas även lista ut vilket hus mordet kommer att ske i då han ser en koppling mellan de tidigare mordplatserna och stjärnbilden Jungfrun. Bernadette och Nick kompletterar varandra och tar med enkelhet fram vilken våning det stundande mordet kommer att ske på. 
Bernadette röstas snabbt fram till lockbete för att få fast mördaren. Konstnären/polisassistenten Ed tar fram en prototyp till en antistryphalsskyddssuspensoar vilken antar en gråaktig ton och fästes runt halsen med kardborreband. 
Filmens crescendo pikar i en eskalerande våldskavalkad där Nick sparkar in en säkerhetsdörr med en slägga i sin hand. Han bokstavligen släpas på rygg ned åtta våningar genom ett trapphus när han slåss med strypmördaren. Han vinner fighten och mördaren arresteras sedermera av hela polisstyrkan som väntar utanför. 